# Ronald Feuerhahn
Ronald Feuerhahn (* 26. Februar 1953) ist ein ehemaliger deutscher Fußballspieler.

## Karriere
Feuerhahn spielte bis 1975 bei Eintracht Braunschweig. Für die Eintracht absolvierte er am 3. Mai 1975 sein einziges Spiel in der Bundesliga. Beim 1:1 gegen den Wuppertaler SV durfte er über 90 Minuten spielen. Zur Saison 1976/77 wechselte er zum VfL Wolfsburg in die 2. Bundesliga. Die „Wölfe“ waren soeben aufgestiegen, doch in der Nordstaffel fehlten ihnen die Qualität um sich durchzusetzen. Mit lediglich 16 Punkten wurde der letzte Platz belegt und es folgte der sofortige Abstieg. Feuerhahn hatte 36 Spiele bestritten und drei Tore erzielt. Er kam auch für die „Wölfe“ in der Saison 1977/78 zu zwei Einsätzen im DFB-Pokal. In der Saison 1977/78 wurde in der Oberliga zum Saisonende Platz zwei, hinter dem OSV Hannover belegt. So qualifizierte sie sich für die Aufstiegsrunde zur 2. Bundesliga, die nicht erfolgreich gestaltet werden konnte. Anschließend spielte er noch für Union Salzgitter.